# Yelena Tasháyeva
Yelena Yurievna Таsháyеvа (en ruso: Елена Юрьевна Ташаева) (18 de enero de 1983, Moscú) es una actriz rusa de cine y teatro.

## Biografía
En 2006 se graduó con honores por el Instituto de Teatro Boris Shchukin.
Trabajó en el Teatro Académico Estatal Evgeni Vachtangov desde 2006. Es una actriz del Teatro de la sátira de Moscú.

## En teatro
Teatro Académico Estatal Evgenij Vachtangov
- "El Perro del hortelano" — Diana

Teatro de la sátira de Moscú
- "La dueña del hotel — Деянира
- "El bebé y carlson, que vive en la azotea" — Бетан, la Hermana del bebé
- "Demasiado casado con el taxista" — Barbara Smith
- "Nancy" — Nancy Grey

## Filmografía
1. 2006 — Signos de amor — azafata de Pedro
2. 2006 — la Casa en el paseo marítimo
3. 2007 — Otro — Sem
4. 2007 — La Conspiración — Sandra Беллинг
5. 2007 — el Congreso en la ley — Eugenio
6. 2007 — Campeón — Irina
7. 2008 — el Amor en el área de — Anya
8. 2009 — Una familia — Jeanne, la amiga de katie
9. 2009 — la Novia a cualquier precio — Anya
10. 2009 — El Guardián — Marina
11. 2009 — De la vida del capitán Черняева — Angela
12. 2010 — 220 voltios amor — Violetta
13. 2010 — El Doctor Тырса — Fe Граубе
14. 2011 — 220 voltios amor — Violetta
15. 2014 — el Secreto de la ciudad de Jan Mannerheim